# Diastylis ornata
Diastylis ornata is een zeekommasoort uit de familie van de Diastylidae. De wetenschappelijke naam van de soort is voor het eerst geldig gepubliceerd in 1952 door Lomakina.